# トクト (忠順王)
トクト（モンゴル語: Toqto、中国語: 脱脱、? - 1411年）は、チンギス・カンの次男のチャガタイの子孫で、哈密衛（ハミル）の統治者。元末明初に活躍したハミル王グナシリの息子。『明実録』などの漢字表記は脱脱。
幼い頃に明朝の捕虜となり、後に永楽帝のケシク（親衛隊）で育てられた。永楽帝によってハミルの王位につけられたが、王者としては不適格な人格でトクトの治世中ハミルでは叛乱が頻発した。

## 概要
明朝の記録によると、トクトは先代ハミル君主エンケ・テムルの甥（＝エンケ・テムルの兄のグナシリの息子）で、幼い頃捕虜となって明朝に連れてこられたという。即位した永楽帝はトクトを自らのケシクで養い、後にトクトをハミルの王位につけることでハミルへの影響力を強化しようとした。永楽帝は明朝より送り込まれたトクトがハミルで受け容れられないことを恐れ、事前にトクトの祖母のスゲシリ（速可失里）やハミルの有力者に使者を派遣してトクトの存在を通告していた。そして永楽3年（1405年）、それまでハミルを統治していた忠順王エンケ・テムル（トクトの叔父）が亡くなったとの報告が届くと、満を持して永楽帝はトクトをハミルに送り込み、「忠順王」の称号を与えた。忠順王となったトクトは早速同年中に返礼の使者を派遣している。
しかしトクトは永楽帝の薫陶を受けながら王者としては不適格な人物であったようで、即位直後からハミルの人々から拒絶を受けた。永楽4年（1406年）初、永楽帝の下にトクトがその祖母のスゲシリから追放されたことが報告された。この報告を聞いた永楽帝はトクトの過失を認めつつも、スゲシリらが明朝の立てた王を追放したことを強く非難し、再びトクトをハミル王として受け容れるよう宣告した。更にトクトによるハミル統治を安定させるため、永楽帝はこの時始めて哈密衛を設置し、マフムード・ホージャ（馬哈麻火者）を鎮撫とし、ハッジ・マフムード（哈只馬哈麻）とし、また漢人の辜思誠・周安・劉行らにも官職を授け、トクトを輔弼させた。
このような永楽帝の対応を受けて、同年半ばにスゲシリとハミルの有力者たちは永楽帝に使者を派遣して謝罪し、再びトクトを王として受け容れた。この後、トクトの要請に従ってアリー（阿里）ら19人に哈密衛の官職が新たに授けられ、トクトとスゲシリによるハミル統治が復活した。
永楽5年（1407年）には、西方のティムール朝に亡命していたオルジェイ・テムルが東方に帰還し、ハミルでオルク・テムル・ハーンの勢力を接触していた。同年、再びトクトに不満を抱いたルーシャン（陸十）らが叛乱を起こした。トクトはこの叛乱を鎮圧しルーシャンを殺害したが、この内乱に乗じて外部の勢力が侵入することを恐れて明朝に援軍を要請した。実際、この頃先代君主エンケ・テムルの妻子が北元のオルク・テムル・ハーンの下に亡命しており、オルク・テムル・ハーンの介入を恐れた永楽帝はトクトの要請に従って援軍を派遣した。
これ以後、トクトは永楽7年（1409年）まで、定期的に明朝に使者を派遣した。また、永楽6年（1408年）にはモンゴル高原への帰還を狙うオルジェイ・テムルの動向を探るよう永楽帝より指令を受けている。
永楽8年（1410年）、トクトが酒に溺れ明朝の使者を凌辱した上、部下の諫言も聞かないとの報告がもたらされたため、永楽帝は指揮のムーサー（毋撒）をハミルに派遣した。永楽9年（1411年）、ハミルから帰還したムーサーがトクトが急病によって亡くなった事を報告し、間もなくハミルからもナスールデッィーン（那速児丁）が派遣されて正式にトクトの死が報ぜられた。トクトの死後、トクトの従兄弟でエンケ・テムルの息子のメンリ・テムルが後を継ぎ、忠順王として哈密衛を統治した。

## 哈密衛君主
1. 哈梅里王グナシリ（Unaširi,兀納失里/Kūnāshīrīکوناشیری）：在位1380年-1393年
2. 忠順王エンケ・テムル（Engke Temür,安克帖木児/Anka tīmūrانکه تیمور）：在位1393年-1405年
3. 忠順王トクト（Toqto,脱脱）：1405年3月-1411年3月
4. 忠義王メンリ・テムル（Mengli Temür,免力帖木児/Anka tīmūrانکه تیمور）：在位1411年3月-1425年12月
5. 忠順王ブダシリ（Budaširi,卜答失里）：1425年12月-1439年12月
6. 忠義王トゴン・テムル（Toγon Temür,脱歓帖木児）：1427年9月-1437年11月
7. 忠義王トクトア・テムル（Toqto'a Temür,脱脱塔木児）：1437年11月-1439年
8. 忠順王ハリール・スルタン（Khalīl Sulṭān,哈力鎖魯檀）：1439年12月-1457年8月
9. 忠順王ブレゲ（Bürege,卜列革）：1457年9月-1460年3月
10. 忠順王バグ・テムル（Baγ Temür,把塔木児）：1466年-1472年11月
11. 忠順王ハンシン（Qanšin,罕慎）：1472年11月-1488年
12. 忠順王エンケ・ボラト（Engke Bolad,奄克孛剌）：1488年-1497年12月
13. 忠順王シャンバ（Šamba,陝巴）：1492年2月-1493年4月、1497年12月-1505年10月
14. 忠順王バヤジット（Beyazıt,拝牙即）：1505年10月-1513年8月